# Rebatut
El rebatut és la part final d'alguns balls tradicionals, en què es repeteix la melodia amb un ritme més ràpid.
El rebatut era present en el ball cerdà, on, segons Pujol i Amades
| « | per a acabar feien el rebatut, o sigui el mateix ball sonat a un ritme precipitadíssim a l'objecte de destarotar i fer perdre els balladors, els quals acabaven el ball de la manera més esbojarrada | » |

També trobem el rebatut en la vintena llarga de balls de gegants i de nans de la Patum de Berga, que són intercanviables, ja que tenen la mateixa estructura, amb una primera part de ritme ternari, sovint composta de dues frases A i B, que es repeteix, i un rebatut amb les mateixes melodies amb ritme binari.